# Loweina rara
Loweina rara är en fiskart som först beskrevs av Christian Frederik Lütken 1892.  Loweina rara ingår i släktet Loweina och familjen prickfiskar. Inga underarter finns listade i Catalogue of Life.